# Lioptile à calotte noire
Sylvia nigricapillus
Espèce
Statut de conservation UICN

 VU  : Vulnérable
La Lioptile à calotte noire (Sylvia nigricapillus) est une espèce de passereaux de la famille des Sylviidae.

## Répartition
On la trouve en Afrique du Sud et au Swaziland.

## Habitat
Elle habite les forêts humides tropicales et subtropicales en montagne et les zones de broussaille en haute altitude.
Elle est menacée par la perte de son habitat.

## Systématique
Le lioptile à calotte noire faisait auparavant partie d'un genre à part, le genre Lioptilus, avant que celui-ci ne soit absorbé dans Sylvia à la suite d'études phylogénétiques,. Ce genre faisait anciennement partie de la famille des Timaliidae avant de rejoindre les Sylviidae puis de disparaître.
Le nom latin de l'espèce est parfois transformé en Sylvia nigricapilla.